# Serie A Élite 2015-2016
La Serie A Élite 2015-2016 è stata la 5ª edizione del campionato di Serie A, la prima in assoluto a portare questo nome, e la 23ª manifestazione nazionale che assegnasse il titolo di campione d'Italia. In seguito alla riforma dei campionati femminili, la Serie A è divenuta il campionato nazionale di secondo livello della disciplina.

## Formula
La prima fase del campionato è composto da due gironi formati da otto squadre ciascuno, che si svolgerà con gare di andata e ritorno. Successivamente è prevista una seconda fase divisa in due raggruppamenti, denominati gold e silver, da otto squadre ciascuno, che si svolgerà con gare di sola andata. Accedono al raggruppamento gold le prime quattro squadre dei due gironi della prima fase, e al raggruppamento silver le squadre classificate dal quinto all'ottavo posto dei due gironi della prima fase. Ai play-off scudetto partecipano dodici squadre: le prime sei classificate del raggruppamento gold (le prime quattro delle quali accedono direttamente ai quarti di finale), le prime due del raggruppamento silver, le vincenti dei rispettivi gironi della Serie A e la migliore seconda classificata della Serie A. Sono infine previste due retrocessioni dal girone silver alla Serie A 2016-17.

## Partecipanti
Il Consiglio Direttivo della Divisione Calcio a 5, preso atto della mancata iscrizione dell'Ita Salandra ha provveduto al ripescaggio della società Futsal Breganze. A un anno di distanza dalla partnership tra le sezioni maschili, la S.S. Lazio Calcio a 5 ha inglobato definitivamente L'Acquedotto, ivi compresa la sezione femminile: saranno quindi due le formazioni della Polisportiva S.S. Lazio a disputare la Serie A Élite.

## Prima fase

### Girone A

#### Classifica
|  | Pos. | Squadra   | Pt | G  | V | N | P  | GF | GS | DR  |
|  | ---- | --------- | -- | -- | - | - | -- | -- | -- | --- |
|  | 1.   | Lupe      | 28 | 14 | 8 | 1 | 4  | 52 | 35 | +17 |
|  | 2.   | Kick Off  | 27 | 14 | 8 | 3 | 3  | 52 | 36 | +16 |
|  | 3.   | Isolotto  | 26 | 14 | 8 | 2 | 4  | 56 | 34 | +22 |
|  | 4.   | Ternana   | 26 | 14 | 7 | 5 | 2  | 42 | 24 | +18 |
|  | 5.   | CPFM      | 19 | 14 | 6 | 1 | 7  | 39 | 39 | 0   |
|  | 6.   | Sinnai    | 14 | 14 | 4 | 2 | 8  | 47 | 76 | -29 |
|  | 7.   | Breganze  | 10 | 14 | 3 | 1 | 10 | 41 | 61 | -20 |
|  | 8.   | Falconara | 10 | 14 | 3 | 1 | 10 | 32 | 56 | -24 |

#### Verdetti
- Lupe, Kick Off, Isolotto e Ternana qualificate al girone gold.
- CPFM, Sinnai, Breganze e Falconara qualificate al girone silver.

### Girone B

#### Classifica
|  | Pos. | Squadra         | Pt | G  | V  | N | P  | GF | GS | DR  |
|  | ---- | --------------- | -- | -- | -- | - | -- | -- | -- | --- |
|  | 1.   | Montesilvano    | 42 | 14 | 14 | 0 | 0  | 56 | 18 | +38 |
|  | 2.   | Lazio Femminile | 36 | 14 | 12 | 0 | 2  | 67 | 26 | +41 |
|  | 3.   | Real Statte     | 30 | 14 | 10 | 0 | 4  | 62 | 24 | +38 |
|  | 4.   | Lazio           | 19 | 14 | 6  | 1 | 7  | 47 | 40 | +7  |
|  | 5.   | Sporting Locri  | 15 | 14 | 5  | 0 | 9  | 53 | 45 | +8  |
|  | 6.   | Olimpus         | 15 | 14 | 5  | 0 | 9  | 31 | 50 | -19 |
|  | 7.   | Salinis         | 7  | 14 | 2  | 1 | 11 | 29 | 73 | -44 |
|  | 8.   | SF Fasano       | 3  | 14 | 1  | 0 | 13 | 13 | 82 | -69 |

#### Verdetti
- Montesilvano, Lazio Femminile, Real Statte e Lazio qualificate al girone gold.
- Sporting Locri, Olimpus, Salinis e S.F. Fasano qualificate al girone silver.

## Seconda fase

### Girone gold

#### Classifica
|  | Pos. | Squadra         | Pt | G | V | N | P | GF | GS | DR  |
|  | ---- | --------------- | -- | - | - | - | - | -- | -- | --- |
|  | 1.   | Isolotto        | 18 | 7 | 6 | 0 | 1 | 35 | 28 | +7  |
|  | 2.   | Kick Off        | 15 | 7 | 4 | 3 | 0 | 29 | 18 | +11 |
|  | 3.   | Montesilvano    | 14 | 7 | 4 | 2 | 1 | 23 | 12 | +11 |
|  | 4.   | Lazio Femminile | 12 | 7 | 4 | 0 | 3 | 27 | 18 | +9  |
|  | 5.   | Ternana         | 5  | 7 | 1 | 2 | 4 | 15 | 24 | -9  |
|  | 6.   | Real Statte     | 5  | 7 | 1 | 2 | 4 | 17 | 23 | -6  |
|  | 7.   | Lupe            | 5  | 7 | 1 | 2 | 4 | 16 | 26 | -10 |
|  | 8.   | Lazio           | 3  | 7 | 0 | 3 | 4 | 14 | 27 | -13 |

#### Verdetti
- Isolotto, Kick Off, Montesilvano e Lazio Femminile ammesse al secondo turno play-off.
- Ternana e Real Statte ammesse al primo turno play-off.

### Girone silver

#### Classifica
|                                              | Pos. | Squadra        | Pt | G | V | N | P | GF | GS | DR  |
| -------------------------------------------- | ---- | -------------- | -- | - | - | - | - | -- | -- | --- |
|                                              | 1.   | Sinnai         | 14 | 7 | 4 | 2 | 1 | 32 | 19 | +13 |
|                                              | 2.   | Olimpus        | 14 | 7 | 4 | 2 | 1 | 25 | 13 | +12 |
|                                              | 3.   | Falconara      | 11 | 7 | 3 | 2 | 2 | 26 | 27 | -1  |
|                                              | 4.   | Breganze       | 10 | 7 | 3 | 1 | 3 | 32 | 27 | +5  |
|                                              | 5.   | Sporting Locri | 9  | 7 | 2 | 3 | 2 | 27 | 27 | 0   |
|                                              | 6.   | CPFM           | 9  | 7 | 3 | 0 | 4 | 26 | 31 | -5  |
|                                              | 7.   | SF Fasano      | 6  | 7 | 2 | 0 | 5 | 16 | 30 | -14 |
| Esclusa dal successivo campionato di Serie A | 8.   | Salinis        | 5  | 7 | 1 | 2 | 4 | 26 | 36 | -10 |

#### Verdetti
- Sinnai e Olimpus ammesse al primo turno play-off.
- S.F. Fasano e CPFM ammesse ai play-out.
- Salinis retrocessa ed esclusa dal campionato di competenza nella stagione 2016-17 in seguito agli incidenti avvenuti nel corso dell'incontro Salinis-CPFM del 3 aprile 2016[4].
- S.F. Fasano retrocesso dopo i play-out in Serie A 2016-2017 ma in seguito ripescato.

## Play-off

### Tabellone
|  | Quarti di finale | Quarti di finale | Quarti di finale | Quarti di finale |  |  | Semifinali      | Semifinali      | Semifinali | Semifinali |   |   | Finale       | Finale       | Finale | Finale | Finale |  |
|  |                  |                  |                  |                  |  |  |                 |                 |            |            |   |   |              |              |        |        |        |  |
|  | Real Statte      | Real Statte      | 3                | 1                |  |  |                 |                 |            |            |   |   |              |              |        |        |        |  |
|  | Montesilvano     | Montesilvano     | 4                | 2                |  |  | Montesilvano    | Montesilvano    | 4          | 4          |   |   |              |              |        |        |        |  |
|  | Cagliari         | Cagliari         | 3                | 1                |  |  | Kick Off        | Kick Off        | 2          | 3          |   |   |              |              |        |        |        |  |
|  | Kick Off         | Kick Off         | 9                | 10               |  |  |                 |                 |            |            |   |   | Montesilvano | Montesilvano | 4      | 1      | 5      |  |
|  | Ternana          | Ternana          | 2                | 3                |  |  |                 |                 | Isolotto   | Isolotto   | 1 | 3 | 3            |              |        |        |        |  |
|  | Lazio Femminile  | Lazio Femminile  | 2                | 4                |  |  | Lazio Femminile | Lazio Femminile | 2          | 3          |   |   |              |              |        |        |        |  |
|  | Olimpus          | Olimpus          | 0                | 0                |  |  | Isolotto        | Isolotto        | 3          | 3          |   |   |              |              |        |        |        |  |
|  | Isolotto         | Isolotto         | 8                | 4                |  |  |                 |                 |            |            |   |   |              |              |        |        |        |  |

### Primo turno
| Squadra 1           | Totale | Squadra 2   | Andata | Ritorno |
| ------------------- | ------ | ----------- | ------ | ------- |
| 17 / 20 aprile 2016 |        |             |        |         |
| Thienese            | 1 - 5  | Ternana     | 1 - 2  | 0 - 3   |
| Napoli              | 8 - 9  | Olimpus     | 7 - 5  | 1 - 4   |
| Cagliari            | 8 - 5  | Sinnai      | 4 - 5  | 4 - 0   |
| Arcadia Bisceglie   | 1 - 11 | Real Statte | 0 - 5  | 1 - 6   |

### Quarti di finale
| Squadra 1                  | Totale | Squadra 2       | Andata | Ritorno |
| -------------------------- | ------ | --------------- | ------ | ------- |
| 27 aprile / 1º maggio 2016 |        |                 |        |         |
| Olimpus                    | 0 - 12 | Isolotto        | 0 - 8  | 0 - 4   |
| Ternana                    | 5 - 6  | Lazio Femminile | 2 - 2  | 3 - 4   |
| Real Statte                | 4 - 6  | Montesilvano    | 3 - 4  | 1 - 2   |
| Cagliari                   | 4 - 19 | Kick Off        | 3 - 9  | 1 - 10  |

### Semifinale
| Squadra 1          | Totale | Squadra 2 | Andata | Ritorno |
| ------------------ | ------ | --------- | ------ | ------- |
| 8 / 15 maggio 2016 |        |           |        |         |
| Lazio Femminile    | 5 - 6  | Isolotto  | 2 - 3  | 3 - 3   |
| Montesilvano       | 8 - 5  | Kick Off  | 4 - 2  | 4 - 3   |

### Finale

#### Gara 1
| Arbitri: | Alessandra Carradori (Roma 1) Alessandro Maggiore (Bologna) |
| Crono:   | Marco Di Filippo (Teramo)                                   |

|                                                         |           |                       |
| Di Turi 12'43'’ (rig.) Borges 33'52'’, 37'14'’, 39'11'’ | Marcatori | 14'41'’ Martin Cortes |

#### Gara 2
| Arbitri: | Chiara Perona (Biella) Daniele Di Resta (Roma 2) |
| Crono:   | Fabio Parretti (Prato)                           |

|                                      |           |                   |
| Gayardo 4'20'’, 8'48'’ Dayane 8'20'’ | Marcatori | 17'11'’ D'Incecco |

#### Gara 3
| Arbitri: | Francesco Cirillo (Rovereto) Andrea Campi (Ciampino) |
| Crono:   | Gianluca Gentile (Roma 1)                            |

|                                       |           |                                                                 |
| Gayardo 2'50'’, 38'34'’ Dayane 8'12'’ | Marcatori | 11'07'’, 17'11'’ Nanà 17'31'’ D'Incecco 32'29'’, 34'36'’ Borges |

## Play-out
| Squadra 1                  | Totale | Squadra 2 | Andata | Ritorno |
| -------------------------- | ------ | --------- | ------ | ------- |
| 24 aprile / 1º maggio 2016 |        |           |        |         |
| SF Fasano                  | 5 - 9  | CPFM      | 1 - 4  | 4 - 5   |

## Coppa Italia
La final eight di Coppa Italia si è svolta dal 4 al 6 marzo 2016 presso il Palasport Giovanni Paolo II di Pescara e il PalaCUS di Chieti.
|  | Quarti di finale | Quarti di finale | Quarti di finale |          |                 | Semifinali      | Semifinali | Semifinali |  |  | Finale | Finale | Finale |  |
|  |                  |                  |                  |          |                 |                 |            |            |  |  |        |        |        |  |
|  | A2               | Kick Off         | 1(1)             |          |                 |                 |            |            |  |  |        |        |        |  |
|  | A2               | Kick Off         | 1(1)             |          |                 |                 |            |            |  |  |        |        |        |  |
|  | B4               | Lazio            | 1(3)             |          |                 |                 |            |            |  |  |        |        |        |  |
|  | B4               | Lazio            | 1(3)             |          | Lazio           | Lazio           | 3          |            |  |  |        |        |        |  |
|  |                  |                  |                  |          | Lazio           | Lazio           | 3          |            |  |  |        |        |        |  |
|  |                  |                  | Lupe             | Lupe     | 1               |                 |            |            |  |  |        |        |        |  |
|  | A1               | Lupe             | Lupe             | Lupe     | 1               | 4               |            |            |  |  |        |        |        |  |
|  | A1               | Lupe             |                  |          |                 |                 |            |            |  |  |        |        |        |  |
|  | B3               | Real Statte      | 3                |          |                 |                 |            |            |  |  |        |        |        |  |
|  | B3               | Real Statte      | 3                |          | Lazio           | Lazio           | 0          |            |  |  |        |        |        |  |
|  |                  |                  |                  |          |                 |                 |            |            |  |  |        |        |        |  |
|  |                  |                  | Isolotto         | Isolotto | 1               |                 |            |            |  |  |        |        |        |  |
|  | B2               | Lazio Femminile  | Isolotto         | Isolotto | 1               | 3               |            |            |  |  |        |        |        |  |
|  | B2               | Lazio Femminile  |                  |          |                 |                 |            |            |  |  |        |        |        |  |
|  | A4               | Ternana          | 0                |          |                 |                 |            |            |  |  |        |        |        |  |
|  | A4               | Ternana          | 0                |          | Lazio Femminile | Lazio Femminile | 3          |            |  |  |        |        |        |  |
|  |                  |                  |                  |          | Lazio Femminile | Lazio Femminile | 3          |            |  |  |        |        |        |  |
|  |                  |                  | Isolotto         | Isolotto | 4               |                 |            |            |  |  |        |        |        |  |
|  | B1               | Montesilvano     | Isolotto         | Isolotto | 4               | 3               |            |            |  |  |        |        |        |  |
|  | B1               | Montesilvano     |                  |          |                 |                 |            |            |  |  |        |        |        |  |
|  | A3               | Isolotto         | 6                |          |                 |                 |            |            |  |  |        |        |        |  |

## Supercoppa italiana
La supercoppa italiana si è giocata sabato 26 settembre 2015 tra le campionesse nazionali della Ternana e le detentrici della Coppa Italia del Real Statte.
| Arbitri: | Giulia Fedrigo (Pordenone) Manuela Di Fabbi (Sulmona) |
| Crono:   | Mario Filippini (Roma 1)                              |

| |            | |
| Bisognin 12'29'’ Gutiérrez 29'58'’ Exana 35'30'’ | Marcatori  | 20'29'’ Dalla Villa |
| · Gabriella Tardelli · Corin Pascual · Neka · Jessica Exana · Juliana Bisognin · Carmen Gutiérrez · Ludovica Coppari · Pía Gómez · Chiara Donati · Francesca Madonna · Carmen Bennardo · Eleonora Cipriani | Formazioni | · Valentina Margarito · Patricia Sánchez · Beatriz Martín · Susanna Nicoletti · Eliane Dalla Villa · Matilde Russo · Eva Ortega · Francesca Mannavola · Angela Girardi · Federica Gallo |
| Marco Shindler | Allenatori | Antonio Marzella |